# Heterabraxas
Heterabraxas là một chi bướm đêm thuộc họ Geometridae.